# Pāṇḍava

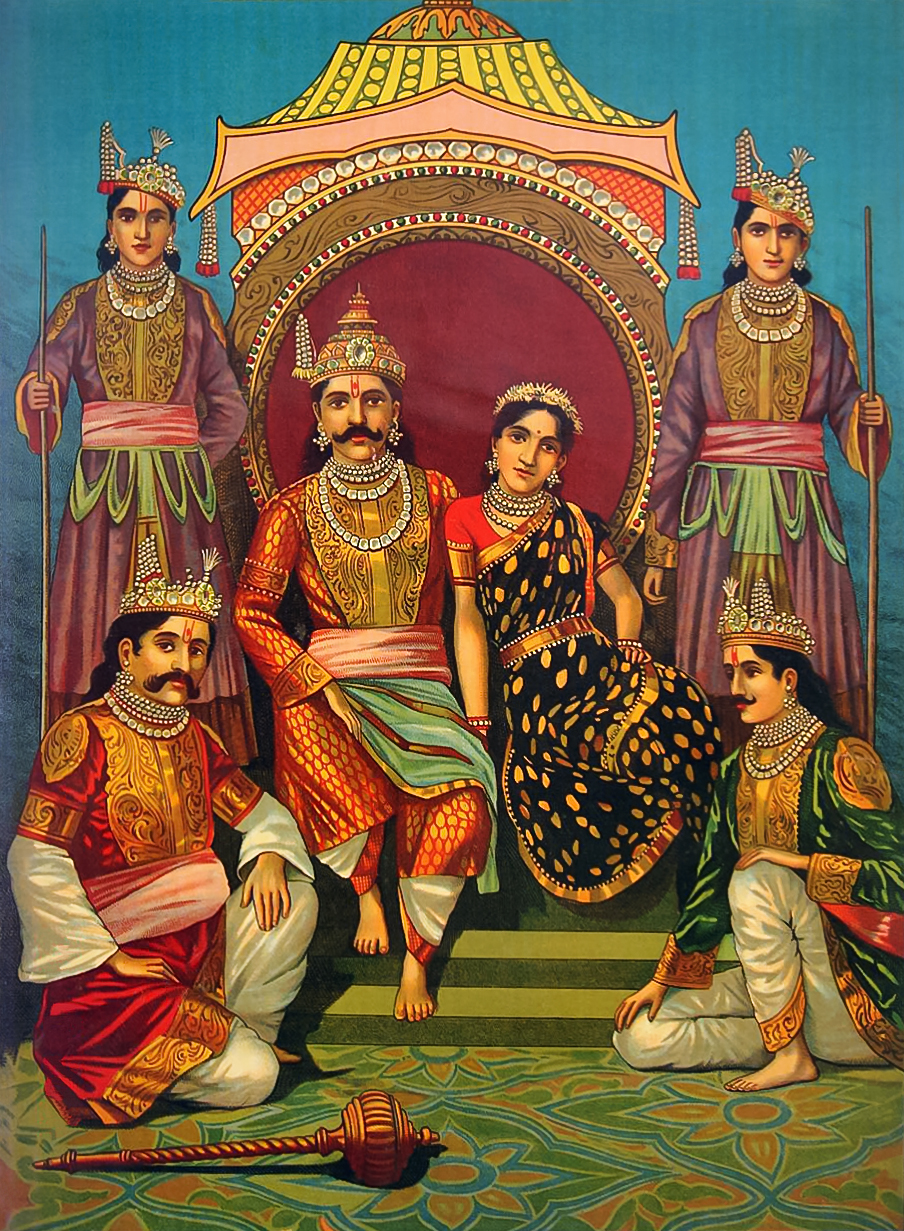
Draupadī e i cinque Pāṇḍava

Pāṇḍava (in sanscrito पाण्डव) è un termine patronimico usato nel  poema epico Mahābhārata per indicare i virtuosi figli di Pandu (fratello di Dhṛtarāṣṭra e di Vidura), il secondogenito dei figli del saggio Vyāsa, nonché legittimo erede al trono di Bhārata.

## Storia

### La nascita
Il Poema narra che, mentre si trovava a caccia accompagnato dalle due mogli Kunti e Mādrī, Pandu vide due cervi che stavano amoreggiando; egli, intossicato dalla caccia e dimentico del fatto che le Scritture proibivano l'uccisione di qualsiasi animale durante l'atto dell'accoppiamento, scagliò una freccia che colpì a morte il maschio, commettendo così un grave peccato. Prima di spirare, il cervo con grande sorpresa iniziò a parlare; rivelò di essere un Brāhmaṇa che, grazie ai propri poteri mistici, aveva assunto la forma di quell'animale per potersi unire alla sua legittima sposa. Il saggio pronunciò una terribile maledizione: il suo uccisore sarebbe morto non appena avesse tentato di avere un rapporto sessuale con le sue consorti.
Tormentato dai sensi di colpa per aver ucciso un saggio Brāhmaṇa e angustiato per la maledizione che gli avrebbe impedito di avere una prole, Pandu abbandonò il regno e si ritirò nella foresta insieme a Mādrī e Kunti, per condurre vita ascetica.
Gli anni passarono, e il desiderio delle mogli di avere dei figli si faceva sempre più insopportabile; pur consapevoli della maledizione che gravava sul marito, decisero di parlarne con lui. Mentre cercavano insieme una soluzione al problema, Kunti ricordò di conoscere un potente mantra (insegnatole nella giovinezza dal saggio Durvasa, grazie alle gentilezze e alle attenzioni della ragazza), tramite il quale poteva invocare a piacimento qualsiasi Deva e generare un figlio. Dopo aver procreato, Kunti insegnò il Mantra a Mādrī per consentire anche a lei di avverare il proprio desiderio di maternità.
Nacquero così cinque figli, imparentati con esseri celesti:
- Yudhiṣṭhira, figlio di Kunti e Yama (dio della giustizia e della morte), erede al trono, di grande saggezza e dal forte senso di rettirudine;
- Bhima, figlio di Kunti e Vāyu (dio del vento), dalla forza sovrumana, invincibile nella lotta;
- Arjuna, figlio di Kunti e Indra (dio dei fulmini e delle tempeste), impareggiabile nel combattimento e nell'uso delle armi;
- Nakula e Sahadeva, figli di Mādrī e dei gemelli Aśvin (medici degli dèi), di bell'aspetto e grande erudizione.

Pur non potendosi effettivamente considerare figli diretti di Pandu, essi furono sempre conosciuti come i cinque Pāṇḍava, poiché generati dalle sue mogli.

### Il matrimonio
Arjuna, il terzo dei Pāṇḍava ed eccezionale arciere, vinse il grande svayaṃvara indetto dal re Draupada per trovare un degno marito alla bellissima figlia Draupadī.
Arjuna portò la principessa a casa, dove vivevano anche i suoi fratelli; mentre essi erano ancora fuori, egli disse rivolgendosi alla madre Kunti: "Madre, ho portato a casa un dono". In quel periodo, i Pāṇḍava si fingevano una famiglia di poveri brahmini, e vivevano di elemosina; così sua madre, senza vedere chi o cosa fosse questo "dono", rispose dall'interno: "Qualsiasi cosa sia, il vostro dovere è quello di dividerlo equamente tra di voi."
Poiché a quei tempi la veridicità di parola era uno dei valori a cui si dava maggiore importanza, nonché uno dei princìpi fondamentali, nonostante Kunti non fosse a conoscenza di ciò che i figli avessero portato, Draupadī dovette divenire la moglie di tutti e cinque i fratelli.

### La guerra di Kurukṣetra
I Pāṇḍava dovettero combattere una sanguinosa guerra durata 18 giorni, sul campo di battaglia di Kurukṣetra, contro i loro cento cugini, i Kaurava, per decidere le sorti del regno di Hastinapura. Grazie all'aiuto di Kṛṣṇa, incarnazione Divina, i Pāṇḍava ottennero la vittoria nonostante l'inferiorità numerica del proprio esercito.